# Libre (álbum de Amén)
Libre es el primer álbum de estudio de la banda de rock peruano Amen lanzado en 1997. En Radio Doble Nueve la canción «Sé que tú no estás solo» alcanzó el puesto 187 del ranking annual 1997 (Top 200).

## Lista de canciones
1. Libre
2. Sé que tú no estás solo
3. Fumar el amor
4. Lento
5. Échale la culpa al rock and roll
6. Una canción por Dios
7. Yo no vivo de los demás
8. No me estoy quemando
9. Te quiero
10. Decir adiós
11. Haz el amor
12. Si solo estás ahí
13. Jam

## Integrantes
- Marcello Motta - voz y guitarra
- Steve Suárez - bajo
- Henry Ueunten - teclados
- Renán Diaz - batería